# Ruth Epting
Ruth Epting (* 9. Juni 1919 in Basel; † 15. Juni 2016 ebenda) war eine deutsch-schweizerische evangelische Geistliche und Frauenaktivistin.

## Leben
Ihre Eltern waren Johanna Epting (geb. Baumann), die als Tochter von Schweizer Missionaren in Indien geboren wurde, und deren aus Süddeutschland stammendem Ehemann Karl Epting, Lehrer an der Basler Mission. Sie war die jüngste Tochter und hatte fünf Geschwister, darunter der Romanist Karl Epting. 1947 erhielt sie die Schweizer Staatsbürgerschaft.
Sie besuchte die Schulen in Basel und absolvierte 1938 eine Hauswirtschaftslehre; gleichzeitig besuchte sie die Vorlesungen der evangelischen Theologie an der Universität Basel.
Von 1939 bis 1941 wurde sie im Berliner Burckhardthaus zur Gemeindehelferin ausgebildet und absolvierte das Seminar für den kirchlichen Frauendienst; dort traf sie auch Anna Paulsen und kehrte anschliessend nach Basel zurück.
Sie wurde Jugendsekretärin des Christlichen Vereins junger Frauen (CVJF).
1942 begann sie ein Theologiestudium am Zentrum der Bekennenden Kirche in Berlin und bei Karl Barth und anderen an der Universität in Basel. In Basel hielt sie nach dem Studium 1946 ihr Vikariat in der Markusgemeinde in Basel. Im Juni 1947, nach dem praktischen Examen, wurde sie in der evangelisch-reformierten Elisabethenkirche ordiniert, jedoch ohne Zulassung zum Pfarramt, das war erst ab 1957 möglich. Bis 1948 gab sie dann Unterricht an der Basler Frauenmission und an Basler Schulen.
Von 1948 bis 1953 widmete sie sich als Reisesekretärin - für die Ausbildung dazu wurde sie für sechs Monate nach New York entsandt - dem Wiederaufbau der Frauen- und Jugendarbeit des CVJF in Deutschland. Bis 1954 unterstützte sie als Sekretärin die Frauen- und Mädchenbibelkreise der Schweiz. Anschliessend studierte sie 1953/1954 Psychiatrie an der Universität in Basel sowie Psychologie am C. G. Jung-Institut in Zürich.
In der Zeit von 1954 bis 1974 war sie Pfarrhelferin und eine der ersten Schweizer Pfarrerinnen in Basel. In dieser Zeit war sie von Januar 1954 bis Juni 1955 Klinikseelsorgerin in der Psychiatrischen Universitätsklinik Friedmatt in Basel, von 1955 bis 1957 Vikarin in Basel-Oekolampad und von 1957 bis 1960 dortige Pfarrhelferin sowie von 1960 bis 1974 Pfarrerin. 1971/1972 unterrichtete sie als Dozentin für Neues Testament am Theological College der Presbyterian Church Cameroon (PCC) in Nyasoso bei Tombel im Département Koupé-Manengouba in Kamerun.
In der Zeit von 1954 bis 1959 war sie als erste Deutschschweizerin CVJT-Nationalpräsidentin. Von 1961 bis 1969 gehörte sie als eine der ersten Frauen dem Basler Bürgerrat als Mitglied an.
Von 1961 bis 1981 war sie als Mitarbeiterin der Basler Mission Referentin für Erwachsenenbildung und schulte die künftig ausreisenden Kandidaten. Von 1974 bis 1981 war sie in der Leitung des Komitees und entwickelte ein Konzept für das Haus der Basler Mission im Wandel vom Missionsseminar zu einem Begegnungszentrum für die Erste und die Dritte Welt.
1975 folgte sie den Bitten des Ökumenischen Rats der Kirchen, dabei mitzuhelfen, die Stimme der Frauen hören zu lassen. Dies geschah zuerst im Rahmen der Vollversammlung in Nairobi. Später war sie massgeblich beteiligt an der Aufbauarbeit eines Zusammenschlusses von Frauen aller europäischen Konfessionen.
Seit 1978 war sie an der Gründung und am Aufbau des Ökumenischen Forums europäischer christlicher Frauen in Basel beteiligt. 1982 wurde sie in Gwatt deren Mitbegründerin und 1986 deren Ehrenpräsidentin; im gleichen Jahr wurde sie Leiterin der ersten Frauenkonsultation in Brüssel.
1981 trat sie in den Ruhestand. 1987 ernannte sie die Universität Basel für ihren Einsatz in der kirchlichen Frauenarbeit, in Ökumene und Mission zur Dr. theol. h. c. 
Für Pfarrerinnen in der Schweiz galt damals der Zölibat, und so blieb sie ihr Leben lang ledig.

## Schriften (Auswahl)
- Einsames oder gemeinsames Leben? Ein paar Gedanken zum Leben der Frau heute. Basel: Verlag der Schweizer Frauen- und Mädchen-Bibelkreise; Brunnen-Verlag 1958.
- Für die Freiheit frei – Der Weg der Frau in Kirche und Gesellschaft. Zürich: Theologischer Verlag 1972.
- Das Erbe des Missionars. Basel: Selbstverlag 1979.
- Eine Vision wird Wirklichkeit: das Ökumenische Forum Christlicher Frauen in Europa von den Anfängen bis 1990. 1994